# Vibeke Falk
Vibeke Falk, född Mowinckel 27 september 1918 i Bergen, död 9 oktober 2011, var en norsk skådespelare. Hon var 1937–1950 gift med skådespelaren och regissören Lauritz Falk.
Falk debuterade 1938 på Søilen Teater, och var därefter anställd vid Nationaltheatret 1939–1942, Trøndelag Teater 1952–1953 och Den Nationale Scene 1960–1968. Hon filmdebuterade 1939 i Tancred Ibsens film Gjest Baardsen – en norsk Lasse-Maja 1939, och kom senare att förknippas med svenska 1940-talsfilmer som Nygifta (1941), Klockan på Rönneberga (1944), Bröder emellan (1946) och Singoalla (1949). Falk hade också mindre karaktärsroller i norsk film under 1970- och 1980-talen, särskilt hos Svend Wam och Petter Vennerød, och medverkade i Liv Ullmanns film Kristin Lavransdotter (1995).

## Filmografi i urval
- 1939 – Gjest Baardsen – en norsk Lasse-Maja
- 1941 – Nygifta
- 1944 – Klockan på Rönneberga
- 1945 – Skådetennis
- 1946 – Bröder emellan
- 1949 – Singoalla
- 1995 – Kristin Lavransdotter

## Teater

### Roller
| År   | Roll            | Produktion                                           | Regi             | Teater                  |
| ---- | --------------- | ---------------------------------------------------- | ---------------- | ----------------------- |
| 1947 |                 | Det var en gång... (Det var engang) Holger Drachmann | Åke Ohberg       | Skansens friluftsteater |
| 1949 | Joanna Lyppiatt | Fröjd för stunden (Present Laughter) Noël Coward     | Per-Axel Branner | Nya Teatern             |